# Делура, Михаэль
Михаэль Делура (нем. Michael Delura; родился 1 июля 1985 года, Гельзенкирхен, Северный Рейн-Вестфалия) — немецкий футболист польского происхождения, полузащитник, нападающий. Играл за различные молодёжные сборные Германии.

## Биография
Делура начинал свою карьеру в команде «Фальке» (Гельзенкирхен) (1991—1993), затем год играл в «Гельзенкирхене» (1993—1994) и команде «Ваттеншайд 09» (1994—1999). В 1999 году перешёл в академию Шальке 04. В 2005 году стал вице-чемпионом Бундеслиги и вышел в финал Кубка Германии. После сезона 2004/05 был отдан в аренду в Ганновере 96 на один год. В сезоне 2006/07 отправился в аренду «Боруссии» из Мёнхенгладбаха. С июля 2007 года Михаэль играл за греческий клуб «Панионис» из Афин, в которым был до ноября 2008 года, под руководством Эвальда Линена.
Михаэль на протяжении карьеры сыграл свыше 70 матчей в Бундеслиге.

## Достижения
«Шальке 04»
- Финалист Кубка Германии по футболу: 2004/2005